# Proyecto IPES

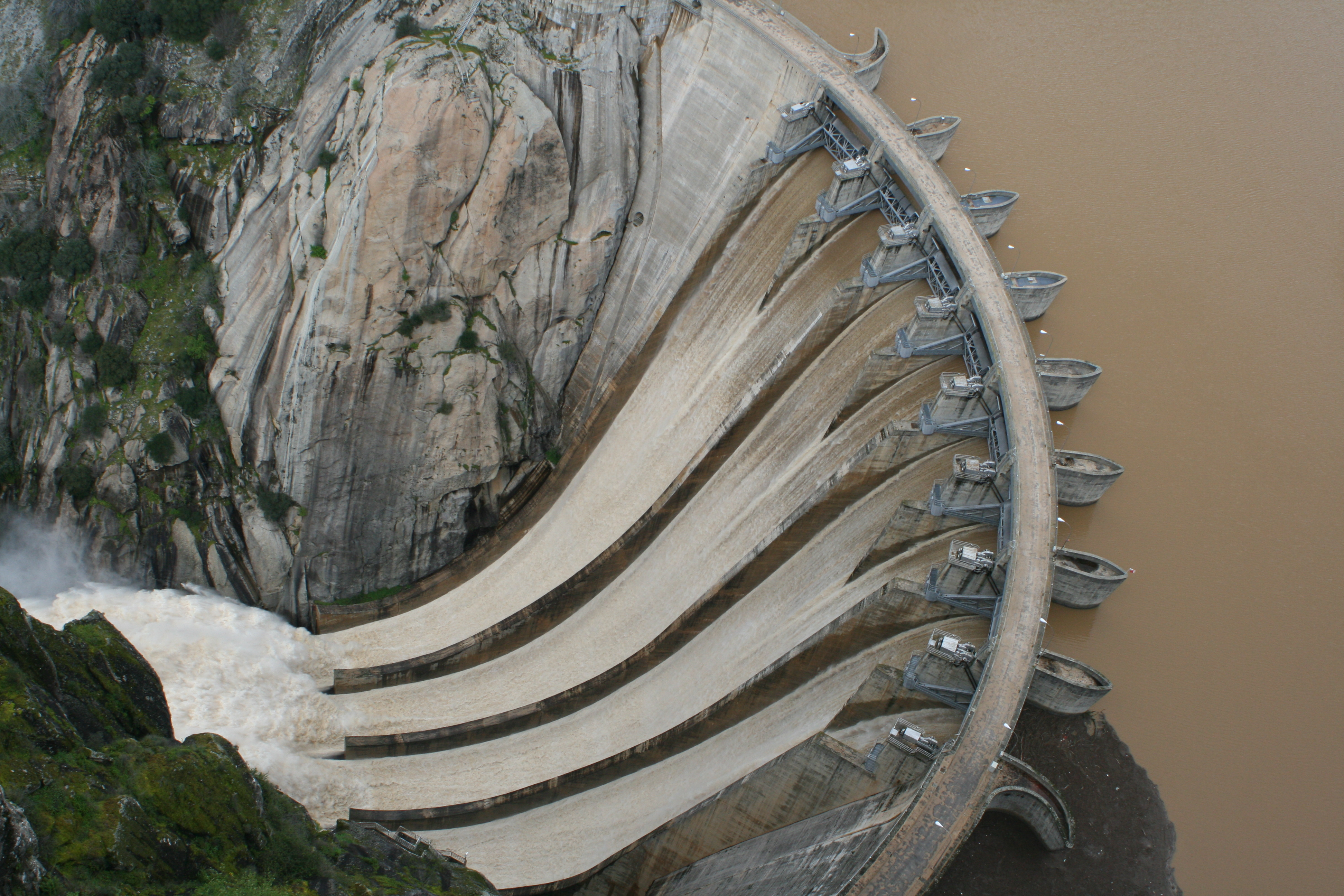
Presa de Aldeadávila, en cuyas galerías subterráneas se intentó poner en marcha el proyecto IPES.

La Instalación Piloto Experimental Subterránea (IPES) fue un proyecto español de investigación nuclear que en 1987 se intentó llevar a cabo en el municipio salmantino de Aldeadávila de la Ribera. El proyecto IPES formaba parte del Programa Marco de I+D de la Comunidad Económica Europea para estudiar cómo responderían diferentes litologías a la presencia de fuentes de radiactividad externas, de cara a determinar cuáles son las más adecuadas para el desarrollo de cementerios nucleares. Su objetivo era estudiar la respuesta del granito en el que están excavadas las instalaciones de la central hidroeléctrica de Aldeadávila, por lo que no se trataba de un cementerio nuclear sino de un laboratorio experimental. Pero después de unas serie de movilizaciones y actos violentos, entre ellos un atentado con explosivos y un secuestro popular, el proyecto fue cancelado sin llegar a ponerse en marcha.

## Contexto del proyecto
El proyecto IPES se desarrolló en un momento en el que se estaba reconfigurando el sistema eléctrico español. Con la llegada de Felipe González al poder en 1982, se detuvo el ambicioso proyecto de reforma del sistema energético nacional de los gobiernos anteriores, deteniéndose la construcción de varias centrales de energía nuclear e imponiéndose la moratoria nuclear, que incluía una compensación económica anual de unos 65 millones de euros a pagar a las empresas eléctricas a lo largo de varios años. También se creó la Empresa Nacional de Residuos Radiactivos, S.A. (ENRESA) y se aprobó el cuarto y último de los planes energéticos nacionales de los últimos 10 años. Este plan entró en vigor en 1987 y, además de la moratoria nuclear, trajo consigo un cambio de paradigma al dejar de considerar la producción neta de energía como un problema para centrar todas las preocupaciones en el derroche eléctrico del país.
Cuando España entró en la Comunidad Económica Europea en 1986 estaba en marcha una serie de proyectos para estudiar la respuesta de diferentes litologías a fuentes externas de radiactividad. En Bélgica se había aprobado el Hades Underground Laboratory, en la ciudad belga de Mol, un laboratorio profundo de gran éxito que se sitúa a más de 200 m de profundidad y en el que se pretendía estudiar el comportamiento de las arcillas de Boom. En Alemania estaba aprobado el proyecto Asse, en una antigua mina salina del estado de Baja Sajonia, con el que se quería estudiar la respuesta de las rocas evaporíticas de la región. El proyecto IPES pretendía ser el correspondiente para el estudio de rocas graníticas, para cuya ubicación se presentó Aldeadávila de la Ribera, en la frontera con Portugal, porque ya disponía de profundas galerías en las que poder construir el laboratorio.

## Los sucesos de Aldeadávila
Cuando la población de la región de las Arribes del Duero se enteró de la existencia del proyecto IPES gracias a una noticia que llegó de Portugal, se iniciaron las movilizaciones. Se creó la Coordinadora Antinuclear del Bajo Duero para organizar los actos en contra del proyecto, con manifestaciones en Aldeadávila, Salamanca, Valladolid y Madrid. Así mismo se inició una serie de actos de sabotaje en todos los proyectos que se estaban realizando en la región, con ataques a los trabajadores que revisaban las líneas de alta tensión o que estaban desarrollando la cartografía nacional. Estos actos reivindicativos en contra del proyecto tocaron techo en abril de 1987, tan solo un año después del accidente de Chernóbil, cuando el vicepresidente segundo de la Diputación de Salamanca, Luis Calvo Rengel, fue secuestrado en el ayuntamiento de Aldeadávila de la Ribera. El vicepresidente, que siempre había sido un activista antinuclear que ya se había opuesto a la fábrica de combustible nuclear de Juzbado en 1985, fue retenido en contra de su voluntad durante más de 24 horas por parte de la población del municipio, hasta que fue liberado en la madrugada del 3 de abril por la policía. Poco después, ya en septiembre, se utilizaron explosivos robados de un viejo polvorín para derribar una torreta del tendido eléctrico, aprovechando que la central hidroeléctrica era una de las más importantes de Europa. No se condenó a nadie en ninguno de los actos por la imposibilidad de identificar a los responsables, pero también porque el propio secuestrado se negó a dar nombres al entender los motivos de su secuestro.

## Cancelación
En el Consejo de Ministros de 16 de octubre se decidió la cancelación del proyecto IPES alegando falta de financiación, aunque siempre se ha considerado una decisión política basada en el rechazo social y en el elevado coste que ya estaba teniendo a nivel político. El rechazo social al proyecto IPES era unánime, en parte debido a que la mayoría de la sociedad creía que en realidad se trataba de un cementerio nuclear y no de un laboratorio experimental, aunque también había personas que creían que la última fase del proyecto convertiría al laboratorio en un almacén nuclear. No obstante Aldeadávila de la Ribera se encuentra en la frontera con Portugal y este país también se opuso siempre al proyecto, cuya existencia amenazaba con afectar negativamente las relaciones entre ambos países vecinos.
En España 1987 fue un año electoral y unos meses después del secuestro de Aldeadávila se realizaron comicios municipales y autonómicos. En estas elecciones la población salmantina castigó duramente al Partido Socialista, al que responsabilizaban directamente del proyecto. Ese mismo año el PSOE perdió casi todas las alcaldías de la provincia de Salamanca (entre ellas Aldeadávila y Salamanca), pero también el gobierno autonómico de Castilla y León, que pasó a manos de José María Aznar gracias a un pacto de Alianza Popular con el Centro Democrático y Social. Todos estos sucesos se sumaban a la crisis interna del Partido Socialista de Castilla y León, iniciada un año antes con la dimisión de Demetrio Madrid. Además, poco antes de la campaña se intentó un nuevo secuestro popular, esta vez infructuoso, al intentar secuestrar al diputado Ciriaco de Vicente mientras visitaba en Vitigudino a un compañero de partido.

## Consecuencias
El proyecto IPES, cuyo coste estaba estimado en unos 2.000 millones de pesetas, de los cuales la Comunidad Económica Europea aportaría 700, fue cancelado antes de que se pusiera en marcha y el estudio en granitos programado en él tuvo que llevarse a cabo en diferentes instalaciones de Suiza, Suecia y Francia.

## En la cultura popular
Las movilizaciones que hubo en contra del proyecto IPES son el eje central de la novela IPES, del escritor y geólogo salmantino Daniel H. Barreña.